# Saculeja
Saculeja é o segundo álbum do músico brasileiro Paulo Lepetit. Ele foi lançado em 1998 com o selo "Elo Music".
Destaca-se nesse álbum as participações especiais de Zeca Baleiro, Chico César, Vange Milliet e outros.

## Faixas
1.Fela (Paulo Lepetit)

2.Urubus (Paulo Lepetit)

3.Sarará miolo (Gilberto Gil)

4.Um menino (Paulo Lepetit)

5.Kid Pipoca (Paulo Lepetit)

6.O morro não engana (Ricardo Augusto, Luiz Melodia)

7.O escurinho (Geraldo Pereira)

8.Pena de pato (Paulo Lepetit)

9.Palomares (Paulo Lepetit, Irene Portela)

10.Saculeja (Paulo Lepetit, Zeca Baleiro)